# مرحمت
مرحمت هي مدينة ومركز مقاطعة مرحمت في ولاية أنديجان في أوزبكستان.